# 꽃의 천사 메리벨
《꽃의 마법사 메리벨》(일본어: 花の魔法使いマリーベル)(花の魔法使いマリーベル)은 1992년 프로덕션 리드에서 제작된 마법소녀물 애니메이션이다. 대한민국에서는 비디오로 먼저 출시된 뒤, 1995년 MBC를 통해 꽃의 천사 메리벨란 제목으로 방영되었다.

## 등장인물
메리벨
성우 - 혼다 치에코/김수희
본 애니메이션의 주인공으로 마법과 꽃 마법을 모두 사용한다. 
탐보린
성우 - 사카모토 치카/이승현
메리벨의 마법 동반자.
유리
성우 - 코로기 사토미
메리벨의 친구.
켄
성우 - 오리카사 아이
유리의 동생.
로즈
성우 - 쿄다 나오코
요정을 믿는 멎진 할머니.
리본
성우 - 미츠이시 코토노
로즈의 개.
레미
성우 - 타마가와 사키코
유리와 켄의 어머니.
타쿠로
성우 - 오노 케니치
유리와 켄의 아버지로 메리벨 꽃가게 주인이다.
바르트
성우 - 니시무라 토모미치
할머니 옆집에 살고있는 또다른 이웃.
지토
성우 - 마츠모토 야스노리
바르트 집에 사는 바르트의 조카.
비비안
성우 - 야지마 아키코
그의 집에 살고있는 바르트의 손녀.
봉고
성우 - 사토 치에
비비안의 친구.
타프
성우 - 미츠이시 코토노
비비안의 친구.
브라
성우 - 시오야 코조
현지 경찰관 중 한명.
노포
성우 - 초
브라의 파트너.
마기 에델와이스
성우 - 이케모토 사유리
원래 현지 텔레비전 방송국에서 일하는 북아메리카 출신의 뉴스 기자.
셰르보
성우 - 카미야마 타쿠조
지역 교수.
파파벨 본 데카세
성우 - 하야미 쇼
메리벨의 아버지.
마마벨 본 데카세
성우 - 시마모토 스미
메리벨의 어머니.

## 사운드트랙

### 곡 목록
| #   | 제목                                          | 작사·작곡      | 재생 시간 |
| --- | --------------------------------------------- | -------------- | --------- |
| 1.  | 〈Sure You Can!〉                             | Shota Namikawa |           |
| 2.  | 〈Magical Theme〉                             |                |           |
| 3.  | 〈I'm Mary Bell!〉                            |                |           |
| 4.  | 〈Tambourine's Theme〉                        |                |           |
| 5.  | 〈Yuuri's Theme〉                             |                |           |
| 6.  | 〈Ken's Theme〉                               |                |           |
| 7.  | 〈Remi's Theme〉                              |                |           |
| 8.  | 〈Takuro's Theme〉                            |                |           |
| 9.  | 〈Grandma Rose's Theme〉                      |                |           |
| 10. | 〈Bart's Theme〉                              |                |           |
| 11. | 〈Bro & Noppo's Theme〉                       |                |           |
| 12. | 〈Bongo, Tap, and Vivian's Theme〉            |                |           |
| 13. | 〈Julia & Ribbon's Theme〉                    |                |           |
| 14. | 〈Sunny Bell Town's Theme〉                   |                |           |
| 15. | 〈Night in Sunny Bell〉                       |                |           |
| 16. | 〈Seaside Hill〉                              |                |           |
| 17. | 〈Thank Goodness, Flowers Are Selling Well〉  |                |           |
| 18. | 〈Lake Theme〉                                |                |           |
| 19. | 〈Hiking Theme〉                              |                |           |
| 20. | 〈Children's Park〉                           |                |           |
| 21. | 〈I'll Tell You Something Nice〉              |                |           |
| 22. | 〈Moving〉                                    |                |           |
| 23. | 〈Falling Down〉                              |                |           |
| 24. | 〈Major Shock〉                               |                |           |
| 25. | 〈Happy Surprise〉                            |                |           |
| 26. | 〈Marching (Courage)〉                        |                |           |
| 27. | 〈Lament - Decision〉                         |                |           |
| 28. | 〈Really Wonderful, Mary Bell〉               |                |           |
| 29. | 〈Not Even in Your Memory〉                   |                |           |
| 30. | 〈Sure You Can〉 (Karaoke Version)            |                |           |
| 31. | 〈Not Even in Your Memory〉 (Karaoke Version) |                |           |